# Fußball-Club Bayern München 2011-2012 (femminile)
Questa voce raccoglie le informazioni riguardanti la sezione di calcio femminile del Fußball-Club Bayern München nelle competizioni ufficiali della stagione 2011-2012.

## Stagione
Nella stagione 2011-2012 il Bayern Monaco ha disputato la Frauen-Bundesliga, massima serie del campionato tedesco femminile di calcio, concludendo al sesto posto con 22 punti conquistati in 22 giornate, frutto di 8 vittorie, 4 pareggi e 10 sconfitte.
Nella DFB-Pokal ha conquistato la Coppa per la prima volta nella sua storia sportiva, superando nella finale del 12 maggio 2012, davanti ai 15 678 spettatori del RheinEnergieStadion di Colonia, le avversarie del 1. FFC Francoforte con il risultato di 2-0.

## Maglie e sponsor
|  | Casa | Trasferta |

## Organigramma societario
Area amministrativa
- Presidente: Karl-Heinz Rummenigge

Area tecnica
- Allenatore: Thomas Wörle
- Allenatore in seconda: Thorsten Zaunmüller
- Allenatore dei portieri: Peter Kargus

## Rosa
Rosa, ruoli e numeri di maglia tratti dal sito della federcalcio tedesca.
| N. |                        | Ruolo | Calciatrice       |
| -- | ---------------------- | ----- | ----------------- |
| 1  | Germania (bandiera)    | P     | Kathrin Längert   |
| 2  | Germania (bandiera)    | C     | Stefanie Mirlach  |
| 3  | Stati Uniti (bandiera) | D     | Niki Cross        |
| 4  | Germania (bandiera)    | D     | Clara Schöne      |
| 5  | Germania (bandiera)    | C     | Tanja Wörle       |
| 6  | Germania (bandiera)    | D     | Katharina Baunach |
| 7  | Croazia (bandiera)     | A     | Ivana Rudelić     |
| 8  | Stati Uniti (bandiera) | A     | Sarah Hagen       |
| 9  | Svizzera (bandiera)    | C     | Vanessa Bürki     |
| 10 | Germania (bandiera)    | C     | Julia Šimić       |
| 11 | Germania (bandiera)    | D     | Bianca Eder       |
| 13 | Austria (bandiera)     | C     | Sarah Puntigam    |
| 14 | Germania (bandiera)    | C     | Sarah Romert      |
| 15 | Germania (bandiera)    | C     | Lena Lotzen       |
| 16 | Germania (bandiera)    | D     | Rebecca Huyleur   |

| N. |                     | Ruolo | Calciatrice           |
| -- | ------------------- | ----- | --------------------- |
| 17 | Svizzera (bandiera) | D     | Sandra de Pol         |
| 19 | Austria (bandiera)  | D     | Carina Wenninger      |
| 20 | Germania (bandiera) | A     | Petra Wimbersky       |
| 21 | Germania (bandiera) | A     | Nicole Banecki        |
| 22 | Germania (bandiera) | A     | Sylvie Banecki        |
| 23 | Germania (bandiera) | D     | Corinna Paukner       |
| 24 | Austria (bandiera)  | A     | Nadine Prohaska       |
| 25 | Austria (bandiera)  | D     | Viktoria Schnaderbeck |
| 27 | Austria (bandiera)  | C     | Laura Feiersinger     |
| 28 | Germania (bandiera) | C     | Isabell Bachor        |
| 29 | Germania (bandiera) | C     | Katrin Hartmannsegger |
| 30 | Ungheria (bandiera) | C     | Alexandra Szarvas     |
| 38 | Germania (bandiera) | P     | Veronika Gratz        |
| 40 | Germania (bandiera) | P     | Nicole Maurer         |
| 41 | Germania (bandiera) | P     | Fabienne Weber        |

## Calciomercato

### Sessione estiva
| Acquisti | Acquisti          | Acquisti             | Acquisti   |
| R.       | Nome              | da                   | Modalità   |
| -------- | ----------------- | -------------------- | ---------- |
| P        | Veronika Gratz    | Wacker Monaco        | svincolata |
| C        | Laura Feiersinger | Herforder            | definitivo |
| C        | Sarah Romert      | Memmingen            | svincolata |
| A        | Alexandra Szarvas | Viktória Szombathely | svincolata |

| Cessioni | Cessioni       | Cessioni         | Cessioni                       |
| R.       | Nome           | a                | Modalità                       |
| -------- | -------------- | ---------------- | ------------------------------ |
| D        | Sandra de Pol  | Bayern Monaco II | aggregata alla squadra riserve |
| C        | Annika Doppler | Bayern Monaco II | aggregata alla squadra riserve |
| C        | Jasmin Eder    | Cloppenburg      | svincolata                     |
| C        | Carolina Pini  | Bardolino Verona | svincolata                     |

### Sessione invernale
| Acquisti | Acquisti    | Acquisti           | Acquisti   |
| R.       | Nome        | da                 | Modalità   |
| -------- | ----------- | ------------------ | ---------- |
| D        | Niki Cross  | Medkila            | svincolata |
| A        | Sarah Hagen | Milwaukee Panthers | svincolata |

| Cessioni | Cessioni        | Cessioni  | Cessioni   |
| R.       | Nome            | a         | Modalità   |
| -------- | --------------- | --------- | ---------- |
| A        | Nadine Prohaska | Spratzern | svincolata |

## Risultati

### Frauen-Bundesliga

#### Girone di andata
| Arbitro: | Kunick (Lissa) |

|                                       |           |  |
| Rudelić 2’ Bachor 26’ Feiersinger 89’ | Marcatori |  |

| Arbitro: | Baitinger (Friesenheim) |

|                              |           |             |
| Leupolz 20’, 30’ Makanza 57’ | Marcatori | 36’ Rudelić |

| Arbitro: | Eisenhardt (Holzgerlingen) |

|  |           |                                   |
|  | Marcatori | 34’ Keßler 36’ Pohlers 90’ Blässe |

| Arbitro: | Appelmann (Alzey) |

|           |           |  |
| Hamann 3’ | Marcatori |  |

| Arbitro: | Kurtes (Düsseldorf) |

|                   |           |            |
| Baunach 8’ (rig.) | Marcatori | 35’ Arnold |

| Arbitro: | Schultz (Wolfsburg) |

|  |           |             |
|  | Marcatori | 43’ Baunach |

| Arbitro: | Biehl (Siesbach) |

|                                                                     |           |                 |
| Bajramaj 10’ Garefrekes 14’, 75’ Smisek 29’, 32’, 35’ Landström 85’ | Marcatori | 41’ Feiersinger |

| Arbitro: | Kunick (Lissa) |

|  |           |                                  |
|  | Marcatori | 26’ Schmidt 47’, 67’, 70’ Añonma |

| Arbitro: | Hussein (Bad Harzburg) |

|                             |           |                 |
| Oster 15’ Popp 20’ Andō 90’ | Marcatori | 48’ Feiersinger |

| Arbitro: | Elsner (Duisburg) |

|            |           |                            |
| Lotzen 49’ | Marcatori | 26’ Ebermann 50’ Schneider |

| Arbitro: | Schultz (Wolfsburg) |

|                |           |             |
| Brüggemann 15’ | Marcatori | 70’ Baunach |

#### Girone di ritorno
| Arbitro: | Rafalski (Baunatal) |

|           |           |                            |
| Elsig 52’ | Marcatori | 13’ Rudelić 18’, 47’ Bürki |

| Arbitro: | Müller-Schmäh (Potsdam) |

|                            |           |  |
| Hagen 23’, 80’ Banecki 90’ | Marcatori |  |

| Arbitro: | Storch-Schäfer (Petersberg) |

|                                         |           |  |
| Blässe 5’ de Pol 17’ (aut.) Pohlers 69’ | Marcatori |  |

| Arbitro: | Heimann (Gladbeck) |

|           |           |  |
| Bürki 42’ | Marcatori |  |

| Arbitro: | Rafalski (Baunatal) |

|           |           |                                  |
| Hearn 78’ | Marcatori | 36’ Bachor 85’ Huyleur 90’ Šimić |

| Aschheim 15 aprile 2012, ore 14:00 CEST 17ª giornata | Bayern Monaco    | 0 – 0 referto | Bad Neuenahr | Sportpark Aschheim (210 spett.)\| Arbitro: \| Biehl (Siesbach) \| |
| Arbitro:                                             | Biehl (Siesbach) |               |              |                                                                   |

| Arbitro: | Wozniak (Herne) |

|            |           |                       |
| Bachor 71’ | Marcatori | 40’ Marozsán 69’ Huth |

| Arbitro: | Herrmann (Mönchengladbach) |

|                                                       |           |  |
| Wenninger 25’ (aut.) Göransson 75’ I. Kerschowski 82’ | Marcatori |  |

| Arbitro: | Schultz (Wolfsburg) |

|                               |           |  |
| Lotzen 70’ Baunach 82’ (rig.) | Marcatori |  |

| Arbitro: | Hussein (Bad Harzburg) |

|                        |           |                |
| Heller 45’ (rig.), 69’ | Marcatori | 30’, 58’ Hagen |

| Arbitro: | Appelmann (Alzey) |

|                                             |           |          |
| Schöne 27’ Rudelić 44’ Hagen 65’ Lotzen 73’ | Marcatori | 57’ Haye |

### DFB-Pokal
| Arbitro: | Biehl (Siesbach) |

|  |           |           |
|  | Marcatori | 53’ Šimić |

| Arbitro: | Storch-Schäfer (Petersberg) |

|                        |           |  |
| Lotzen 94’ Bachor 110’ | Marcatori |  |

| Arbitro: | Biehl (Siesbach) |

|                                                        |                      |                                               |
| Störzel Kuznik Rolser Duncan-Hoyle Petzelberger Schult | Tiri di rigore 5 – 6 | Bürki Wimbersky Baunach Lotzen de Pol Mirlach |

| Arbitro: | Elsner (Duisburg) |

|                                  |           |                         |
| Cross 2’, 7’ Hagen 27’, 45’, 72’ | Marcatori | 5’ Bagehorn 90’ Kameraj |

| Arbitro: | Müller-Schmäh (Potsdam) |

|  |           |                         |
|  | Marcatori | 63’ Hagen 90+1’ Rudelić |

## Statistiche

### Statistiche di squadra
| Competizione         | Punti | In casa | In casa | In casa | In casa | In casa | In casa | In trasferta | In trasferta | In trasferta | In trasferta | In trasferta | In trasferta | Totale | Totale | Totale | Totale | Totale | Totale | DR |
| Competizione         | Punti | G       | V       | N       | P       | Gf      | Gs      | G            | V            | N            | P            | Gf           | Gs           | G      | V      | N      | P      | Gf     | Gs     | DR |
| -------------------- | ----- | ------- | ------- | ------- | ------- | ------- | ------- | ------------ | ------------ | ------------ | ------------ | ------------ | ------------ | ------ | ------ | ------ | ------ | ------ | ------ | -- |
| Frauen Bundesliga    | 28    | 11      | 5       | 2       | 4       | 16      | 13      | 11           | 3            | 2            | 6            | 13           | 25           | 22     | 8      | 4      | 10     | 29     | 38     | -9 |
| DFB-Pokal der Frauen | -     | 2       | 2       | 0       | 0       | 7       | 2       | 2            | 1            | 1            | 0            | 1            | 0            | 5      | 4      | 1      | 0      | 10     | 2      | +8 |
| Totale               | -     | 13      | 7       | 2       | 4       | 23      | 15      | 13           | 4            | 3            | 6            | 14           | 25           | 27     | 12     | 5      | 10     | 39     | 40     | -1 |

### Andamento in campionato
| Giornata  | 1 | 2 | 3 | 4 | 5 | 6 | 7 | 8 | 9 | 10 | 11 | 12 | 13 | 14 | 15 | 16 | 17 | 18 | 19 | 20 | 21 | 22 |
| --------- | - | - | - | - | - | - | - | - | - | -- | -- | -- | -- | -- | -- | -- | -- | -- | -- | -- | -- | -- |
| Luogo     | C | T | C | T | C | T | T | C | T | C  | T  | T  | C  | T  | C  | T  | C  | C  | T  | C  | T  | C  |
| Risultato | V | P | P | P | N | V | P | P | P | P  | N  | V  | V  | P  | V  | V  | N  | P  | P  | V  | N  | V  |
| Posizione | 3 | 6 | 7 | 7 | 7 | 6 | 7 | 8 | 9 | 11 | 11 | 8  | 8  | 8  | 8  | 7  | 6  | 7  | 7  | 6  | 7  | 6  |

Legenda:

Luogo: C = Casa; T = Trasferta. Risultato: V = Vittoria; N = Pareggio; P = Sconfitta.

### Statistiche delle giocatrici
| Giocatore         | Frauen-Bundesliga | Frauen-Bundesliga | Frauen-Bundesliga | Frauen-Bundesliga | DFB-Pokal der Frauen | DFB-Pokal der Frauen | DFB-Pokal der Frauen | DFB-Pokal der Frauen | Totale   | Totale | Totale      | Totale     |
| Giocatore         | Presenze          | Reti              | Ammonizioni       | Espulsioni        | Presenze             | Reti                 | Ammonizioni          | Espulsioni           | Presenze | Reti   | Ammonizioni | Espulsioni |
| ----------------- | ----------------- | ----------------- | ----------------- | ----------------- | -------------------- | -------------------- | -------------------- | -------------------- | -------- | ------ | ----------- | ---------- |
| I. Bachor         | 21                | 3                 | 1                 | 0                 | 4                    | 1                    | 0                    | 0                    | 25       | 4      | 1           | 0          |
| N. Banecki        | 7                 | 0                 | 0                 | 0                 | 1                    | 0                    | 0                    | 0                    | 8        | 0      | 0           | 0          |
| S. Banecki        | 10                | 1                 | 1                 | 0                 | 2                    | 0                    | 0                    | 0                    | 12       | 1      | 1           | 0          |
| K. Baunach        | 17                | 4                 | 2                 | 0                 | 5                    | 0                    | 0                    | 0                    | 22       | 4      | 2           | 0          |
| V. Bürki          | 18                | 3                 | 4                 | 0                 | 5                    | 0                    | 0                    | 0                    | 23       | 3      | 4           | 0          |
| N. Cross          | 8                 | 0                 | 3                 | 0                 | 2                    | 2                    | 0                    | 0                    | 10       | 2      | 3           | 0          |
| S. De Pol         | 15                | 0                 | 1                 | 0                 | 4                    | 0                    | 0                    | 0                    | 19       | 0      | 1           | 0          |
| B. Eder           | 5                 | 0                 | 2                 | 0                 | 1                    | 0                    | 0                    | 0                    | 6        | 0      | 2           | 0          |
| L. Feiersinger    | 20                | 3                 | 0                 | 0                 | 5                    | 0                    | 0                    | 0                    | 25       | 3      | 0           | 0          |
| V. Gratz          | 3                 | -3                | 0                 | 0                 | 1                    | 0                    | 0                    | 0                    | 4        | -3     | 0           | 0          |
| S. Hagen          | 11                | 5                 | 0                 | 0                 | 2                    | 4                    | 0                    | 0                    | 13       | 9      | 0           | 0          |
| K. Hartmannsegger | 4                 | 0                 | 0                 | 0                 | 1                    | 0                    | 0                    | 0                    | 5        | 0      | 0           | 0          |
| R. Huyleur        | 9                 | 1                 | 1                 | 0                 | 3                    | 0                    | 0                    | 0                    | 12       | 1      | 1           | 0          |
| K. Längert        | 21                | -36               | 0                 | 0                 | 5                    | -2                   | 0                    | 1                    | 26       | -38    | 0           | 1          |
| L. Lotzen         | 17                | 3                 | 0                 | 0                 | 4                    | 1                    | 1                    | 0                    | 21       | 4      | 1           | 0          |
| N. Maurer         | -                 | -                 | -                 | -                 | -                    | -                    | -                    | -                    | -        | -      | -           | -          |
| S. Mirlach        | 5                 | 0                 | 1                 | 0                 | 1                    | 0                    | 0                    | 0                    | 6        | 0      | 1           | 0          |
| C. Paukner        | 5                 | 0                 | 1                 | 0                 | 0                    | 0                    | 0                    | 0                    | 5        | 0      | 1           | 0          |
| N. Prohaska       | 2                 | 0                 | 0                 | 0                 | 1                    | 0                    | 0                    | 0                    | 3        | 0      | 0           | 0          |
| S. Puntigam       | 1                 | 0                 | 0                 | 0                 | 0                    | 0                    | 0                    | 0                    | 1        | 0      | 0           | 0          |
| S. Romert         | 9                 | 0                 | 1                 | 0                 | 1                    | 0                    | 0                    | 0                    | 10       | 0      | 1           | 0          |
| I. Rudelić        | 20                | 4                 | 0                 | 0                 | 5                    | 1                    | 1                    | 0                    | 25       | 5      | 1           | 0          |
| V. Schnaderbeck   | 19                | 0                 | 2                 | 0                 | 4                    | 0                    | 1                    | 0                    | 23       | 0      | 3           | 0          |
| C. Schöne         | 17                | 1                 | 0                 | 0                 | 3                    | 0                    | 0                    | 0                    | 20       | 1      | 0           | 0          |
| J. Šimić          | 4                 | 1                 | 0                 | 0                 | 1                    | 0                    | 0                    | 0                    | 5        | 1      | 0           | 0          |
| A. Szarvas        | -                 | -                 | -                 | -                 | -                    | -                    | -                    | -                    | -        | -      | -           | -          |
| F. Weber          | 0                 | 0                 | 0                 | 0                 | -                    | -                    | -                    | -                    | 0        | 0      | 0           | 0          |
| C. Wenninger      | 20                | 0                 | 1                 | 0                 | 5                    | 0                    | 0                    | 0                    | 25       | 0      | 1           | 0          |
| P. Wimbersky      | 15                | 0                 | 3                 | 0                 | 3                    | 0                    | 0                    | 0                    | 18       | 0      | 3           | 0          |
| T. Wörle          | 1                 | 0                 | 1                 | 0                 | 1                    | 0                    | 0                    | 0                    | 2        | 0      | 1           | 0          |